# Franz Keller (skiër)
Franz Keller (Nesselwang, 19 januari 1945) is een Duits wintersporter.

## Carrière
Keller was zowel actief bij het schansspringen als in de Noordse combinatie. Keller deed bij het schansspringen mee aan het Vierschansentoernooi en aan de Olympische Winterspelen 1968. Keller won in de Noordse combinatie in 1966 de zilveren medaille op de wereldkampioenschappen en in 1968 olympisch goud.

## Belangrijkste resultaten

### Noordse combinatie

#### Olympische Winterspelen
| Editie | Plaats   | Resultaten      |
| ------ | -------- | --------------- |
| 1968   | Grenoble | individueel     |
| 1972   | Sapporo  | 33e individueel |

#### Wereldkampioenschappen noordse combinatie
| Jaar | Plaats   | Resultaten      |
| ---- | -------- | --------------- |
| 1966 | Oslo     | individueel     |
| 1968 | Grenoble | individueel     |
| 1972 | Sapporo  | 33e individueel |

### Schansspringen

#### Olympische Winterspelen
| Editie | Plaats   | Resultaten      |
| ------ | -------- | --------------- |
| 1968   | Grenoble | 36e individueel |

#### Wereldkampioenschappen Schansspringen
| Jaar | Plaats   | Resultaten      |
| ---- | -------- | --------------- |
| 1968 | Grenoble | 36e individueel |